# شوتا سایتو
شوتا سایتو (ژاپنی: 齋藤 翔太؛ زادهٔ ۱۵ ژوئن ۱۹۹۴) یک بازیکن فوتبال اهل ژاپن است.
از باشگاه‌هایی که در آن بازی کرده‌است می‌توان به باشگاه فوتبال ماچیدا زلویا و باشگاه فوتبال آزول کلارو نومازو اشاره کرد.